# دانيال ميس
دانيال ميس (بالإنجليزية: Daniel Mays) هو ممثل بريطاني، ولد في 31 مارس 1978 في المملكة المتحدة.

## أعمال

### أفلام
- (2001) بيرل هاربر[6][7][8]
- (2006) سنة جيدة[9]
- (2007) تكفير[10]
- (2008) المهمة المصرفية[11]
- (2008) فتاة بيضاء
- (2009) السيد لا أحد[12][13]
- (2010) المربية ماكفي والإنفجار الكبير[12][14]
- (2010) صنع في داجنهام[15]
- (2011) مغامرات تان تان[16][17]
- (2013) مرحبا بكم في بانش[18]
- (2016)  قصة من حرب النجوم[19]

## وصلات خارجية
- دانيال ميس على موقع IMDb (الإنجليزية)
- دانيال ميس على موقع قاعدة بيانات الأفلام العربية
- دانيال ميس على موقع ألو سيني (الفرنسية)
- دانيال ميس على موقع أول موفي (الإنجليزية)
- دانيال ميس على موقع قاعدة بيانات الأفلام السويدية (السويدية)
- دانيال ميس على موقع قاعدة بيانات الفيلم (الإنجليزية)
- دانيال ميس على موقع كينوبويسك (الروسية)